# Chánh án Tòa án nhân dân cấp huyện (Việt Nam)
Chánh án Tòa án nhân dân huyện, quận, thị xã, thành phố thuộc tỉnh và tương đương là người đứng đầu Tòa án nhân dân huyện, quận, thị xã, thành phố thuộc tỉnh và tương đương ở Việt Nam. Chánh án Tòa án nhân dân huyện, quận, thị xã, thành phố thuộc tỉnh và tương đương do Chánh án Tòa án nhân dân tối cao bổ nhiệm, miễn nhiệm, cách chức. Nhiệm kỳ của Chánh án Tòa án nhân dân huyện, quận, thị xã, thành phố thuộc tỉnh và tương đương là 5 năm, kể từ ngày được bổ nhiệm.:

## Nhiệm vụ và quyền hạn
Chánh án Tòa án nhân dân huyện, quận, thị xã, thành phố thuộc tỉnh và tương đương có nhiệm vụ, quyền hạn sau đây:
a) Tổ chức công tác xét xử của Tòa án nhân dân huyện, quận, thị xã, thành phố thuộc tỉnh và tương đương; chịu trách nhiệm tổ chức thực hiện nguyên tắc Thẩm phán, Hội thẩm xét xử độc lập và chỉ tuân theo pháp luật;
b) Báo cáo công tác trước Hội đồng nhân dân có thẩm quyền theo luật định và Tòa án nhân dân tỉnh, thành phố trực thuộc trung ương;
c) Thực hiện nhiệm vụ, quyền hạn theo quy định của luật tố tụng; giải quyết việc khác theo quy định của pháp luật.